# 全権委員
全権委員（ぜんけんいいん）とは、一国の政府を代表して外交を行い、条約に署名・調印する権限を付与された者。

## 概要
日本においては、全権委員は、日本国政府を代表して、特定の目的をもって外国政府と交渉し、又は国際会議に参加し且つ条約に署名調印する権限を付与された者であり、特別職の国家公務員かつ外務公務員である。なお、特命全権大使や特命全権公使は、全権委員としての資格を有しており、条約に署名調印する権限を付与されている。
日本においては、外務大臣の申し出により、内閣が任命する。国会議員から任命することもできる。1958年4月17日までは国会議員から任命する場合においては、両議院一致の議決を得なければならないと規定されていた。
なお、類似の制度に政府代表があるが、政府代表は全権委員とは異なり条約に署名調印する権限は有していない。

## 全権委員の例
- 1951年の日本国との平和条約
  - 吉田茂
  - 星島二郎
  - 苫米地義三
  - 徳川宗敬
  - 池田勇人
  - 一万田尚登
- 1952年の日本国と中華民国との間の平和条約
  - 河田烈
- 1956年の日本国とソヴィエト社会主義共和国連邦との共同宣言
  - 松本俊一
- 1965年の日本国と大韓民国との間の基本関係に関する条約
  - 高杉晋一